# Les Anges du mal
 (décembre 2023).
Pour plus de détails, voir Fiche technique et Distribution.
Les Anges du mal (Chained Heat) est un film américano-ouest-allemand réalisé par Paul Nicholas, sorti en 1983.

## Synopsis
Après le meurtre accidentelle d'un homme une jeune femme est emprisonnée dans un pénitencier infesté d'esclaves sexuelles.

## Fiche technique
- Titre original : Chained Heat
- Titre allemand : Das Frauenlager
- Titre français : Les Anges du mal
- Réalisation : Paul Nicholas
- Scénario : Vincent Mongol et Paul Nicholas
- Photographie : Mac Ahlberg
- Montage : Nino di Marco
- Musique : Joseph Conlan
- Production : Billy Fine et Monica Teuber
- Pays d'origine : États-Unis et Allemagne de l'Ouest
- Format : Couleurs - 1,85:1 - Mono
- Genre : Film d'exploitation
- Durée : 95 minutes
- Date de sortie : 1983
- interdit aux moins de 16 ans

## Distribution
- Linda Blair : Carol
- John Vernon : Warden Backman
- Sybil Danning : Ericka
- Tamara Dobson : Duchess
- Stella Stevens : le captaine Taylor
- Henry Silva : Lester
- Sharon Hughes : Val
- Robert Miano : Stone
- Greta Blackburn : Lulu
- Nita Talbot : Kaufman
- Louisa Moritz : "Bubbles"
- Marcia Karr : "Twinks"
- Monique Gabrielle : Debbie
- Edy Williams : Paula
- Carol White : "Spider"
- Michael Callan : Martin
- Irwin Keyes : Lorenzo
- Kate Vernon : Cellmate

## Distinctions
- 1 prix nominés au Razzie Awards en 1984 :
  - pire actrice (Linda Blair)
- ainsi qu'une récompense :
  - pire second rôle féminin (Sybil Danning)